# صفحه‌های ترسیمی
صفحه‌های ترسیمی تصاویر نقاشی شده یا چاپ شده‌ای هستند که نشان‌ها و نمادهای مختلف فراماسونری را به تصویر می‌کشند. آنها می‌توانند به عنوان کمک آموزشی در طول سخنرانی‌هایی که هر یک از درجه‌های ماسونی را دنبال می‌کنند، یا زمانی که یک عضو با تجربه مفاهیم مختلف فراماسونری را برای اعضای جدید توضیح می‌دهد، استفاده شوند. آنها همچنین می‌توانند توسط اعضای باتجربه به عنوان یادآوری مفاهیمی که هنگام گذراندن مراسم درجات مختلف ماسونی یادگرفته اند استفاده شوند.

## تاریخچه و توسعه

### طراحیهای کف و میز
در قرن هجدهم، لژهای ماسونی عمدتاً در اتاق‌های خصوصی بالای میخانهها ملاقات می‌کردند، و طرح‌های نمادین مورد استفاده در تعلیم، روی میز یا زمین در مرکز اتاق اجاره‌ای، معمولاً توسط تایلر یا استاد پرستش، گچ زده می‌شد. شواهد نشان می‌دهد که یک مرز ساده ترسیم شده‌است (معمولاً یک مربع یا مستطیل، یا گاهی اوقات یک صلیب) که در آن نمادهای مختلف ماسونی، اغلب از نوع هندسی (مانند دایره یا پنتاگرام) اضافه می‌شوند. در بسیاری از لژها، شکل مرز ممکن است توسط تایلر ترسیم شده باشد، و استاد جزئیات نمادین را اضافه کرده‌است. بعدها اشیاء نمادین مختلفی گنجانده شد، نمونه‌هایی از جمله نردبان، کندوی عسل و ساعت شنی، و گاهی اوقات نقاشی‌ها با اشیاء فیزیکی قابل تعویض بودند. در پایان کار، اغلب از یک عضو جدید خواسته می‌شد که نقاشی را با یک دست پاک کند که این عمل به عنوان نشانی عملی از تعهد خود به رازداری بود.

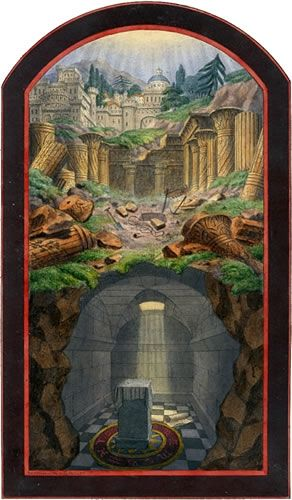
صفحه ترسیمی ماسونی نقاشی شده توسط جان هریس.

اگرچه لژهای بزرگ مختلف در آن زمان به‌طور کلی با ایجاد هرگونه بازنمایی فیزیکی از مراسم و نمادهای صنایع دستی مخالف بودند، کار وقت گیر ترسیم مجدد نمادها در هر جلسه به تدریج با نگه داشتن یک «پارچه کف» جداشدنی جایگزین شد که در آن نمادهای مختلف نقاشی شدند. ممکن است با توجه به مراسم در حال اجرا، بخش‌های مختلف آن در معرض دید قرار گیرند. در نیمه دوم قرن هجدهم، نمادهای ماسونی بر روی انواع مواد قابل جابجایی، از تخته‌های مرمر کوچک گرفته تا بوم، نقاشی می‌شدند تا نمایش نمادین تزئینی و استادانه تری ارائه دهند.

### تخته‌های رنگ شده
در طول قرن نوزدهم، استفاده از تخته‌های ردیابی رنگ‌شده دائمی، که معمولاً روی بوم نقاشی می‌شوند و با قاب چوبی می‌شوند، به سرعت گسترش یافت. بسیاری از هنرمندان طرح‌های رقیب تولید کردند و بیشتر لژها مجموعه‌هایی از تخته‌های سفارشی را سفارش دادند که به‌رغم پیروی از مضامین مشترک، طراحی منحصربه‌فردی داشتند. برخی از طرح‌ها محبوبیت خاصی پیدا کردند، که منجر به تکرار برخی از ویژگی‌های طراحی مورد علاقه شد. تخته‌های جان کول و جوزیا بورینگ نمونه‌هایی از طرح‌های متداول بودند.
هنرمند انگلیسی جان هریس در سال ۱۸۱۸ شروع به کار کرد و مجموعه‌های مختلفی از تابلوهای ردیابی را تولید کرد، از جمله مجموعه‌ای مینیاتوری در سال ۱۸۲۳ که پس از تقدیم هریس به شاهزاده آگوستوس فردریک، دوک ساسکس، استاد اعظم لژ بزرگ متحد انگلستان (UGLE)، محبوب شد. سرانجام Emulation Lodge of Improvement به دنبال استانداردسازی در طراحی تابلوهای ردیابی بود و مسابقه ای را در سال ۱۸۴۵ ترتیب داد که طرح‌های مختلفی برای آن ارسال شد. خود هریس حداقل دو مجموعه مختلف را برای مسابقه ارسال کرد، اما یکی از طرح‌های او برنده شد. هریس در سال ۱۸۴۹ طرح‌ها را اصلاح کرد و این تابلوهای ردیابی «تقلید» امروزه به عنوان طرحی قطعی در فراماسونری بریتانیا و کشورهای مشترک المنافع در نظر گرفته می‌شود.

## استفاده معاصر
در لژهای تحت UGLE، و بسیاری از حوزه‌های قضایی برگرفته از فراماسونری انگلیسی، تخته‌های ردیابی بخشی ضروری از مبلمان لژ هستند که گاهی به صورت صاف روی زمین و گاهی به صورت عمودی روی پایه یا روی دیوار نمایش داده می‌شوند. مجموعه‌های سه تخته، معمولاً با طرح‌های قدیمی‌تر، اغلب در موارد خاص برای نگهداری و نمایش در اتاق‌های اقامتگاه یافت می‌شوند. گاهی اوقات تابلوهای ردیابی در درجات دیگر وجود دارد. تخته ردیابی طاق سلطنتی در بیشتر مکان‌ها از کار افتاده‌است و نمونه‌هایی در حال حاضر نادر هستند. در درجه‌های Mark Master Mason و Royal Ark Mariner که از لندن اداره می‌شوند، تابلوهای ردیابی از اواخر قرن بیستم محبوبیت زیادی را تجربه کرده‌اند و آیین‌های رسمی برای توضیح این تخته‌های ردیابی دوباره به‌طور منظم در زبان انگلیسی لژ استفاده می‌شوند.
همان‌طور که حوزه‌های قضایی مختلف ماسونی تشریفات درجه رسمی یا استاندارد را ایجاد کردند، ایجاد تابلوهای ردیابی جدید توسط هنرمندان کمرنگ شد و از آن زمان تا حد زیادی به نفع طرح‌های استاندارد ناپدید شد. با این وجود، برخی از هنرمندان فراماسونری طرح‌های بسیار مدرن را برای قرن بیست و یکم آزمایش کرده‌اند.